# Колчанка
Колчанка — деревня в Верховском районе Орловской области. Входит в состав Коньшинского сельского поселения. Население — 18 чел. (2010).

## География
Колчанка находится в северо-восточной части области на Среднерусской возвышенности.
Часовой пояс
деревня Колчанка, как и вся Орловская область, находится в часовой зоне МСК (московское время). Смещение применяемого времени относительно UTC составляет +3:00.

## Население
| 2010 |
| ---- |
| 18   |

Национальный состав
Согласно результатам переписи 2002 года, в национальной структуре населения русские составляли 87 % от общей численности населения в 32 жителей.